# Laimydorus pseudostagnalis
Laimydorus pseudostagnalis is een rondwormensoort. De wetenschappelijke naam van de soort is voor het eerst geldig gepubliceerd in 1927 door Micoletzky.